# 410835 Neszmerak
410835 Neszmerak este o planetă minoră (asteroid) din centura de asteroizi. A fost descoperită pe 20 august 2009 la Gaisberg⁠(d) de Richard Gierlinger⁠(d). 
Obiectul prezintă o orbită caracterizată de o semiaxă mare de 2,7503045920809 UAi, o excentricitate de 0,1, o înclinație de 3,6 ° în raport cu ecliptica.